# Campionat d'Espanya d'hoquei sobre patins en línia masculí
El Campionat d'Espanya d'hoquei sobre patins en línia femení (en castellà: Campeonato de España de hockey línea masculino) va ser una competició esportiva de clubs espanyols d'hoquei sobre patins en hoquei línia, creat l'any 1994. De caràcter anual, estava organitzada per la Real Federació Espanyola de Patinatge. Després de la Lliga catalana, va ser la segona competició a l'Estat espanyol. Els equips participants disputaven una fase final en una seu neutral i en format d'eliminació directa, que determinava el campió de la competició. Els dominadors del campionat van ser els equips catalans. La temporada 2002-03 va ser substituïda per la Lliga espanyola d'hoquei sobre patins en línia masculina.

## Historial
| En negreta = Equip guanyador (1) = Nombre de campionats (pro.) = Prórroga (p.) = Penaltis Nota: Noms dels equips segons l'època |

| Edició | Temporada | Data       | Campió                       | Resultat | Finalista                   | Seu                        | refs  |
| ------ | --------- | ---------- | ---------------------------- | -------- | --------------------------- | -------------------------- | ----- |
| I      | 1994-95   |            | Boston Pizza Rollerblade (1) | 8-3      | Correcaminos Kirol Elkartea | Pavelló d'Alcoi            | [ 2 ] |
| II     | 1995-96   |            | CHL Premià (1)               |          |                             |                            | [ 3 ] |
| III    | 1996-97   |            | CHL Premià (2)               |          |                             |                            | [ 3 ] |
| IV     | 1997-98   |            |                              |          |                             |                            |       |
| V      | 1998-99   |            |                              |          |                             |                            |       |
| VI     | 1999-00   |            | Espanya HC (1)               |          | Guanches Tenerife           | Igualada                   |       |
| VII    | 2000-01   |            | Igualada HL (1)              |          | Guanches Tenerife           |                            |       |
| VIII   | 2001-02   | 31-03-2002 | HC Castellbisbal (1)         | 4-0      | Guanches Tenerife           | Pavelló Txurdinaga, Bilbao | [ 4 ] |